# أتيكا الغربية
أتيكا الغربية إحدى مقاطعات اليونان وتضم المدن التالية:
- ميغارا
- أسبروبيرغوس
- إلفسينا